# Kamelion
Kamelion est un robot de fiction doublé par Gerald Flood dans la série de science-fiction Doctor Who. Compagnon du 5° Docteur (Peter Davison), il est apparu assez brièvement dans la série entre 1983 et 1984. Créé par le producteur John Nathan-Turner et le scénariste Terence Dudley, le personnage, dans sa forme par défaut est joué par un accessoire téléguidé destiné à reproduire les mouvements d'un être humain. Kamelion peut changer de forme à volonté et fut incarné par plusieurs acteurs. Kamelion apparaît dans 3 sérials et 7 épisodes. 

## Le personnage dans l'univers de Doctor Who
Le robot croise le Docteur pour la première fois sur Terre, en Angleterre en 1215 après Jesus Christ dans l'épisode « The King's Demons. » Kamelion est alors utilisé par l'ennemi du Docteur, le Maître, un seigneur du temps rebelle afin de remplacer le roi Jean sans Terre et empêcher la création de la Magna Carta. Le Maître l'à trouvé sur la planète Xeriphas, endroit dans lequel il s'est retrouvé à la fin de l'épisode « Time-Flight. » Le Maître l'a emporté avec lui, sachant que même si Kamelion avait une conscience propre, il est extrêmement malléable et peut être manipulé par une personnalité plus forte que lui. Le Docteur libère Kamelion de l'emprise du Maître et l'amène avec lui dans le TARDIS.
À partir de ce moment-là, Kamelion est supposé être dans le vaisseau, mais n'apparaît plus à l'écran et les raisons de sa disparition ne sont jamais mentionnées par aucun personnage. 
Kamelion tombe une nouvelle fois sous l'influence du Maître dans l'épisode « Planet of Fire » et est utilisé par lui afin de donner des ordres et d'asservir Peri. S'échappant du contrôle du seigneur du temps, Kamelion supplie le Docteur de le tuer et le Docteur utilise l'éliminateur de compression de tissue sur lui afin de le réduire ce qui le détruit. Après sa disparition, le personnage réapparaît brièvement sous forme d'une apparition à la fin de « The Caves of Androzani. »
Le personnage est revenu dans des romans, des bande-dessinées et des pièces audiophoniques dérivées de la série.

## Évolution du personnage
L'introduction de Kamelion dans la série eut pour origine la démonstration d'un prototype de robot construit par une compagnie d'effets spéciaux en indépendant, Imagineering. Deux des designers, Richard Gregory et Mike Power firent en novembre 1981, une démonstration de leur dernier robot à John Nathan-Turner et Eric Saward, respectivement producteur et script-editor (superviseur des scénarios) de la série Doctor Who. Impressionné par le mécanisme du robot qui pouvait articuler une phrase pré-enregistré, Nathan-Turner demanda au scénariste et réalisateur Terence Dudley une histoire faisant apparaître le robot afin de l'inclure dans la série. Celui-ci fait du robot un personnage capable de changer de forme afin de permettre à des comédiens de le jouer et d'alléger le travail sur le déplacement du robot
Quelques mois avant le début du tournage de The King's Demons, Mike Power meurt dans un accident de bateau et personne d'autre que lui n'a la connaissance nécessaire pour faire fonctionner le robot. Il faudra des semaines pour programmer ses dialogues et le robot ne pourra pas se déplacer. Le tournage de l'épisode est compliqué pour les techniciens et il est demandé de ne plus réutiliser le personnage. Une scène de The Awakening devait le montrer en train de prendre l'apparence du Docteur et de Tegan, expliquant la raison de la disparition du personnage, mais la scène est coupée au montage. 
Kamelion est sacrifié à la fin de Planet of Fire et une partie des scènes où il aurait dû apparaître logiquement sous sa vraie forme sont jouées par l'acteur Dallas Adams car le robot était difficile à transporter sur l'île de Lanzarote pour le tournage de l'épisode.
|}

## La malédiction de Kamelion
Dans leur livre sarcastique Doctor Who: The Completely Useless Encyclopedia (1996) Chris Howarth et Steve Lyons ironisent sur la possibilité d'une "malédiction liée au personnage" proche de celle du film Poltergeist. Ils argumentent sur le fait qu'en plus de la mort de son concepteur, Mike Power, les scénaristes ayant écrit un épisode avec ce personnage,  (Terence Dudley et Peter Grimwade) sont morts, que les acteurs qui ont joué le personnage (Gerald Flood et Dallas Adams) sont eux aussi décédés. Ils estiment la survie du scénariste Eric Pringle est due au fait que la séquence où Kamelion apparaît dans l'épisode The Awakening a été supprimée. Ils recommandent que le scénariste Craig Hinton ayant écrit des aventures sur ce personnage pour des spin-off commence à s'inquiéter. 
En 2006, 10 ans après la publication de leur livre, Hinton succombera à une crise cardiaque à l'âge de 42 ans.